# Neal Miner

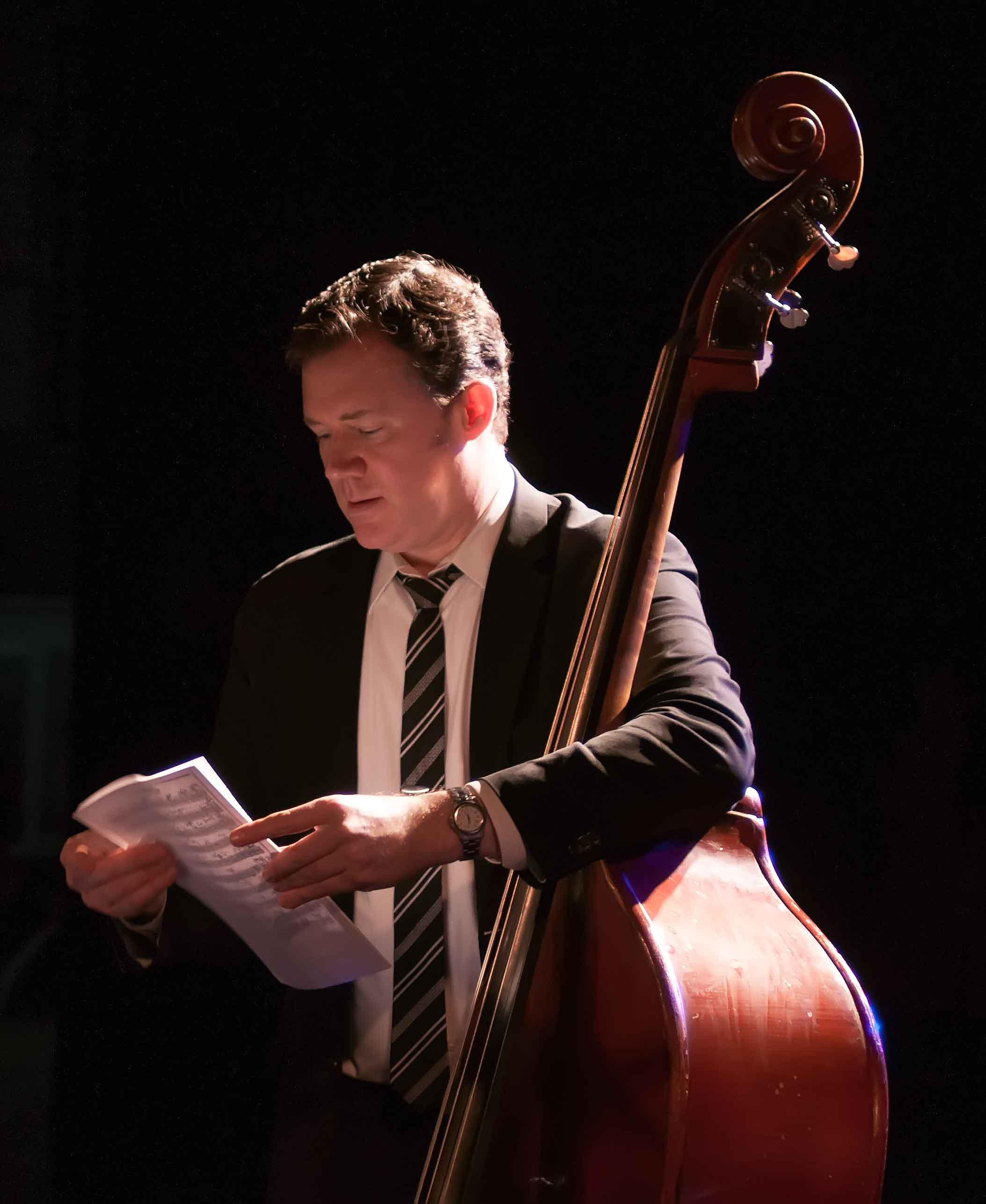
Neal Miner (2018)

Neal Miner (* 3. Februar 1970 in New York City) ist ein US-amerikanischer Jazzmusiker (Kontrabass, Komposition) des Modern Jazz.

## Leben und Wirken
Neal Miner hatte zunächst Unterricht bei seinem Vater Bill Miner, einem Jazz-Plattensammler und Diskographen. Durch dessen Plattensammlung kam er früh mit Jazz in Berührung; auch nahm ihn sein Vater in Clubs und zu Konzerten mit. In Manhattan, wo er aufwuchs, besuchte er die Interlochen Arts Academy, anschließend die Manhattan School of Music. Unterricht hatte er u. a. bei Orin O’Brien, einem Musiker der New York Philharmonic und bei dem Jazzbassisten John Webber. Mit 19 Jahren begann er in der Jazzszene seiner Heimatstadt zu arbeiten, u. a. mit Larry Goldings, Harry Allen, Russell Malone, Peter Bernstein, David Hazeltine, Dena DeRose, Ann Hampton Callaway, Loston Harris, James Moody, Frank Wess, David Allyn, Eddie Locke, Etta Jones, Bob Dorough und Warren Vaché.
Erste Aufnahmen entstanden 1993 mit Randy Kleins Jazzheads. Ab 1998 ging er mit Jon Hendricks auf Tour, zudem war er regelmäßig Begleitmusiker von Annie Ross bei ihren Engagements im Metropolitan Room. 2007 wurde er Mitglied der Band von Jane Monheit. Unter eigenem Namen legte Miner mehrere Alben mit Eigenkompositionen und Arrangements vor; 2000 veröffentlichte er sein Debütalbum The Real Neal (Juniper Records), das er mit  Doug White (Tenorsaxophon), Chris Bergson (Gitarre) und Joe Strasser (Schlagzeug) eingespielt hatte. Neben seiner Tätigkeit als Musiker unterrichtet Miner Jazzbass an der LaGuardia High School for the Performing Arts, am City College of New York und The New School. Im Bereich des Jazz war er zwischen 1993 und 2017 an 56 Aufnahmesessions beteiligt, u. a. auch mit Mark Elf, Chris Byars, Joe Romano, Stephanie Nakasian, Ehud Asherie, Catherine Russell und Champian Fulton.

## Diskographische Hinweise
- The Evening Sound (Smalls, 2006), mit Richie Vitale, John Mosca, Chris Byars, Steve Ash, Tom Melito
- Happy Hour (Gut String Records, 2010), mit Michael Kanan, Joe Strasser
- Sweet Tooth (Gut String Records, 2011)